# Duroia aquatica
Duroia aquatica är en måreväxtart som först beskrevs av Jean Baptiste Christophe Fusée Aublet, och fick sitt nu gällande namn av Cornelis Eliza Bertus Bremekamp. Duroia aquatica ingår i släktet Duroia och familjen måreväxter. Inga underarter finns listade i Catalogue of Life.